# Sekundærrute 229
Sekundærrute 229 er en rutenummereret landevej på Sjælland.
Ruten strækker sig fra Holte til Espergærde.
Rute 229 har en længde på ca. 22 km.